# Барнс, Харрисон
Харрисон Брайс-Джордан Барнс (англ. Harrison Bryce-Jordan Barnes; род. 30 мая 1992, Эймс, Айова) — американский баскетболист, выступающий за клуб НБА «Сан-Антонио Спёрс».

## Школа
В своём дебютном сезоне за Среднюю Школу Эймса в среднем Барнс набирал 24 очка и 8 подборов за игру, а его команда имела показатель побед-поражений 26-0. В выпускном классе этот показатель у команды был 27-0, и второй раз подряд Эймс стал первой командой штата. В последнем сезоне за свою школу Харрисон в среднем набирал 26.1 очков, 10.0 подбора, 3.1 перехвата и 3.0 передач за игру. Он окончил школу Эймс, став лучшим бомбардиром за всю историю школы, набрав в общей сложности 1787 очков.

## Колледж

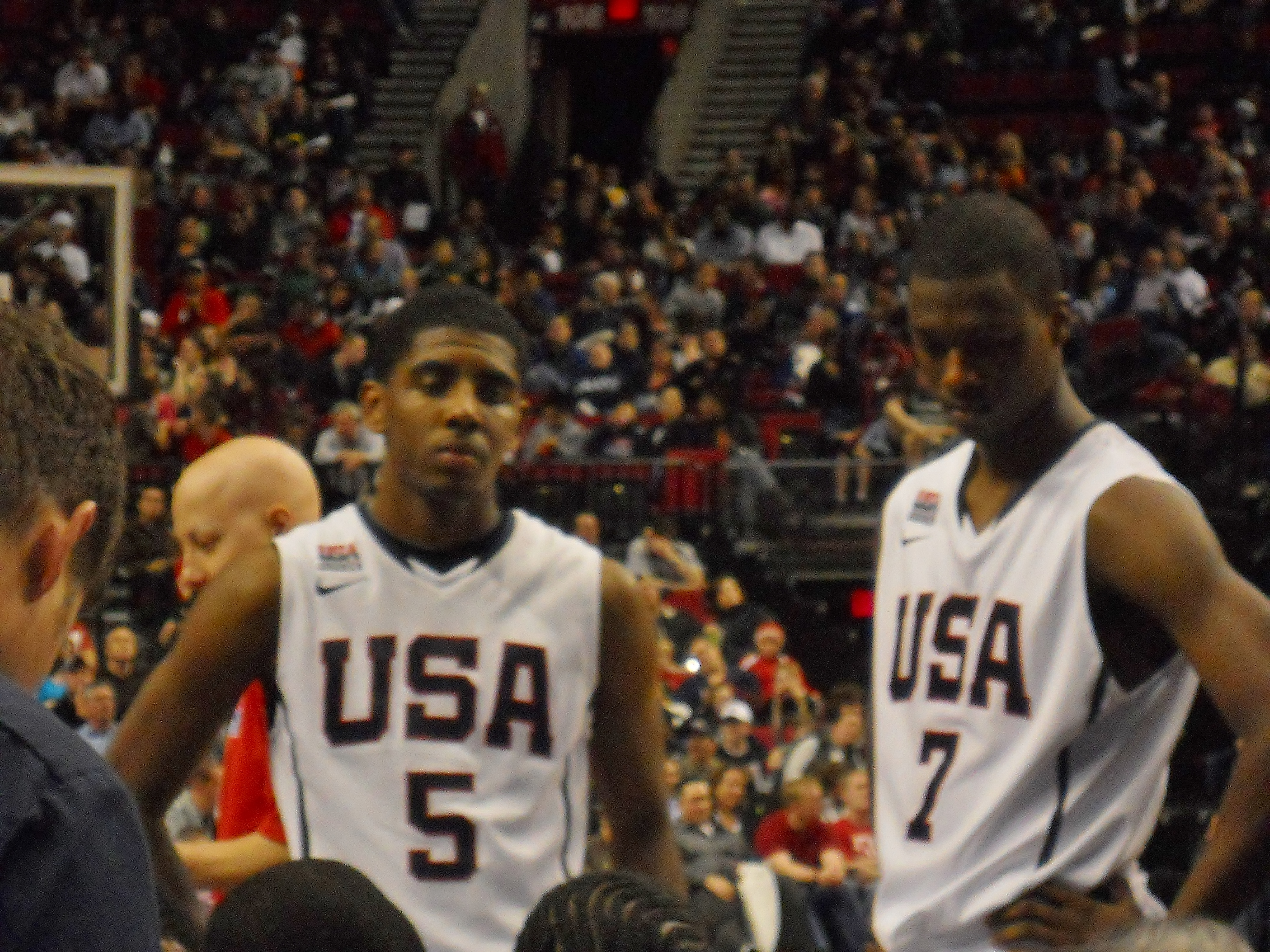
Барнс (справа) с Кайри Ирвингом в игре за сборную США.

У Барнса были предложения от Дьюка, Айовы, Оклахомы, Северной Каролины, Канзаса и УКЛА. В октябре 2008 он несколько раз неофициально посетил Канзас. Харрисон посетил с официальном визитом Северную Каролину, Дьюк, Канзас, УКЛА и Оклахому, но не посетил Айову, так как он живёт недалеко от кампуса и решил посетить его неофициально. 13 ноября 2009 года Барнс в качестве будущей Альма-матер выбрал Университет Северной Каролины в Чапел-Хилл.
Харрисон набрал 21 очко за «Тар Хилз» в дебютной выставочной игре на Багамах. 11 декабря 2010 года он записал в свой актив первый дабл-дабл, набрав 19 очков и 10 подборов в победном матче 96-91 против Лонг-Бич. 12 марта 2011 года Барнс установил рекорд карьеры в матче против Клемсона, забив 40 очков, а также набрав 8 подборов. 18 апреля 2011 года он объявил, что останется в «Тар Хилз» ещё на один сезон.

## НБА

### Голден Стэйт Уорриорз (2012—2016)
29 марта 2012 года Барнс объявил, что выставляет свою кандидатуру на драфт НБА 2012 года вместе с Тайлером Зеллером, Кендаллом Маршаллом и Джоном Хэнсоном. 28 июня 2012 года Харрисон был выбран под 7-м номером на драфте НБА 2012 года командой «Голден Стэйт Уорриорз».

### Даллас Маверикс (2016—2019)
7 июля 2016 года ставший свободным агентом Барнс подписал контракт с «Даллас Маверикс». Соглашение рассчитано на четыре года, за которые игрок получит 94 млн долларов. «Уорриорз», имевшие право предложить Барнсу аналогичный контракт и удержать его в команде, не стали повторять предложение «Маверикс», поскольку ранее взяли на позицию Харрисона Кевина Дюранта.
Сакраменто Кингз (2019—2024)
6 февраля 2019 года был обменян в «Сакраменто Кингз» на Джастина Джексона и Зака Рэндольфа.
Барнс подписал продление контракта с «Сакраменто Кингз» на четыре года и 85 миллионов долларов после сезона 2019 года.

### Сан-Антонио Спёрс (2024—настоящее время)
8 июля 2024 года Барнс был обменян в «Сан-Антонио Спёрс» в рамках сделки с тремя командами, в которую также вошли «Сакраменто Кингз» и «Чикаго Буллз».
25 ноября 2024 года Барнс был назван игроком недели Западной конференции. На счету игрока 22,3 очка и 8,7 подбора в среднем за игру. «Сперс» одержали 3 победы в 3 матчах.

## Статистика

### Статистика в НБА
| Сезон                                                                                    | Команда      | Регулярный сезон | Регулярный сезон | Регулярный сезон | Регулярный сезон | Регулярный сезон | Регулярный сезон | Регулярный сезон | Регулярный сезон | Регулярный сезон | Регулярный сезон | Регулярный сезон | Серия плей-офф | Серия плей-офф | Серия плей-офф | Серия плей-офф | Серия плей-офф | Серия плей-офф | Серия плей-офф | Серия плей-офф | Серия плей-офф | Серия плей-офф | Серия плей-офф |
| Сезон                                                                                    | Команда      | GP               | GS               | MPG              | FG%              | 3P%              | FT%              | RPG              | APG              | SPG              | BPG              | PPG              | GP             | GS             | MPG            | FG%            | 3P%            | FT%            | RPG            | APG            | SPG            | BPG            | PPG            |
| ---------------------------------------------------------------------------------------- | ------------ | ---------------- | ---------------- | ---------------- | ---------------- | ---------------- | ---------------- | ---------------- | ---------------- | ---------------- | ---------------- | ---------------- | -------------- | -------------- | -------------- | -------------- | -------------- | -------------- | -------------- | -------------- | -------------- | -------------- | -------------- |
| 2012/13                                                                                  | Голден Стэйт | 81               | 81               | 25,4             | 43,9             | 35,9             | 75,8             | 4,1              | 1,2              | 0,6              | 0,2              | 9,2              | 12             | 12             | 38,4           | 44,4           | 36,5           | 85,7           | 6,4            | 1,3            | 0,6            | 0,4            | 16,1           |
| 2013/14                                                                                  | Голден Стэйт | 78               | 24               | 28,3             | 39,9             | 34,7             | 71,8             | 4,0              | 1,5              | 0,8              | 0,3              | 9,5              | 7              | 0              | 22,3           | 39,6           | 38,1           | 56,3           | 4,0            | 1,1            | 0,1            | 0,4            | 7,9            |
| 2014/15                                                                                  | Голден Стэйт | 82               | 82               | 28,3             | 48,2             | 40,5             | 72,0             | 5,5              | 1,4              | 0,7              | 0,2              | 10,1             | 21             | 21             | 32,4           | 44,0           | 35,5           | 73,5           | 5,2            | 1,5            | 0,8            | 0,5            | 10,6           |
| 2015/16                                                                                  | Голден Стэйт | 66               | 59               | 30,9             | 46,6             | 38,3             | 76,1             | 4,9              | 1,8              | 0,6              | 0,2              | 11,7             | 24             | 23             | 31,0           | 38,5           | 34,2           | 76,5           | 4,7            | 1,3            | 0,7            | 0,2            | 9,0            |
| 2016/17                                                                                  | Даллас       | 79               | 79               | 35,5             | 46,8             | 35,1             | 86,1             | 5,0              | 1,5              | 0,8              | 0,2              | 19,2             | Не участвовал  | Не участвовал  | Не участвовал  | Не участвовал  | Не участвовал  | Не участвовал  | Не участвовал  | Не участвовал  | Не участвовал  | Не участвовал  | Не участвовал  |
| 2017/18                                                                                  | Даллас       | 77               | 77               | 34,2             | 44,5             | 35,7             | 82,7             | 6,1              | 2,0              | 0,6              | 0,2              | 18,9             | Не участвовал  | Не участвовал  | Не участвовал  | Не участвовал  | Не участвовал  | Не участвовал  | Не участвовал  | Не участвовал  | Не участвовал  | Не участвовал  | Не участвовал  |
| 2018/19                                                                                  | Даллас       | 49               | 49               | 32,3             | 40,4             | 38,9             | 83,3             | 4,2              | 1,3              | 0,7              | 0,2              | 17,7             | Не участвовал  | Не участвовал  | Не участвовал  | Не участвовал  | Не участвовал  | Не участвовал  | Не участвовал  | Не участвовал  | Не участвовал  | Не участвовал  | Не участвовал  |
| 2018/19                                                                                  | Сакраменто   | 28               | 28               | 33,9             | 45,5             | 40,8             | 80,0             | 5,5              | 1,9              | 0,6              | 0,1              | 14,3             | Не участвовал  | Не участвовал  | Не участвовал  | Не участвовал  | Не участвовал  | Не участвовал  | Не участвовал  | Не участвовал  | Не участвовал  | Не участвовал  | Не участвовал  |
| 2019/20                                                                                  | Сакраменто   | 72               | 72               | 34,5             | 46,0             | 38,1             | 80,1             | 4,9              | 2,2              | 0,6              | 0,2              | 14,5             | Не участвовал  | Не участвовал  | Не участвовал  | Не участвовал  | Не участвовал  | Не участвовал  | Не участвовал  | Не участвовал  | Не участвовал  | Не участвовал  | Не участвовал  |
| 2020/21                                                                                  | Сакраменто   | 58               | 58               | 36,2             | 49,7             | 39,1             | 83,0             | 6,6              | 3,5              | 0,7              | 0,2              | 16,1             | Не участвовал  | Не участвовал  | Не участвовал  | Не участвовал  | Не участвовал  | Не участвовал  | Не участвовал  | Не участвовал  | Не участвовал  | Не участвовал  | Не участвовал  |
| 2021/22                                                                                  | Сакраменто   | 77               | 77               | 33,6             | 46,9             | 39,4             | 82,6             | 5,6              | 2,4              | 0,7              | 0,2              | 16,4             | Не участвовал  | Не участвовал  | Не участвовал  | Не участвовал  | Не участвовал  | Не участвовал  | Не участвовал  | Не участвовал  | Не участвовал  | Не участвовал  | Не участвовал  |
| 2022/23                                                                                  | Сакраменто   | 82               | 82               | 32,5             | 47,3             | 37,4             | 84,7             | 4,5              | 1,6              | 0,7              | 0,1              | 15,0             | 7              | 7              | 28,0           | 41,7           | 24,0           | 73,1           | 3,4            | 0,7            | 1,1            | 0,3            | 10,7           |
| 2023/24                                                                                  | Сакраменто   | 82               | 82               | 29,0             | 47,4             | 38,7             | 80,1             | 3,0              | 1,2              | 0,7              | 0,1              | 12,2             | Не участвовал  | Не участвовал  | Не участвовал  | Не участвовал  | Не участвовал  | Не участвовал  | Не участвовал  | Не участвовал  | Не участвовал  | Не участвовал  | Не участвовал  |
| 2024/25                                                                                  | Сан-Антонио  | 82               | 82               | 27,2             | 50,8             | 43,3             | 80,9             | 3,8              | 1,7              | 0,5              | 0,2              | 12,3             | Не участвовал  | Не участвовал  | Не участвовал  | Не участвовал  | Не участвовал  | Не участвовал  | Не участвовал  | Не участвовал  | Не участвовал  | Не участвовал  | Не участвовал  |
|                                                                                          | Всего        | 993              | 932              | 31,3             | 46,0             | 38,5             | 81,0             | 4,8              | 1,8              | 0,7              | 0,2              | 13,9             | 71             | 63             | 31,5           | 41,9           | 34,3           | 75,2           | 4,9            | 1,3            | 0,7            | 0,4            | 10,7           |
| Наведите курсор мыши на аббревиатуры в заголовке таблицы, чтобы прочесть их расшифровку. |              |                  |                  |                  |                  |                  |                  |                  |                  |                  |                  |                  |                |                |                |                |                |                |                |                |                |                |                |

### Статистика в NCAA
| Сезон | Команда           | Conf  | Class | GP | GS | MPG  | FG%  | 3P%  | FT%  | RPG | APG | SPG | BPG | PPG  |
| --- | ----------------- | ----- | ----- | -- | -- | ---- | ---- | ---- | ---- | --- | --- | --- | --- | ---- |
| 2010/11 | Северная Каролина | ACC   | FR    | 37 | 36 | 29,4 | 42,1 | 34,4 | 75,0 | 5,8 | 1,4 | 0,7 | 0,4 | 15,6 |
| 2011/12 | Северная Каролина | ACC   | SO    | 38 | 37 | 29,2 | 44,0 | 35,8 | 72,3 | 5,2 | 1,1 | 1,1 | 0,3 | 17,1 |
| Всего | Всего             | Всего | Всего | 75 | 73 | 29,3 | 43,0 | 34,9 | 73,4 | 5,5 | 1,3 | 0,9 | 0,4 | 16,3 |
| Наведите курсор мыши на аббревиатуры в заголовке таблицы, чтобы прочесть их расшифровку Статистика приведена с сайта sports-reference.com |                   |       |       |    |    |      |      |      |      |     |     |     |     |      |